# 聖公會康納教區
聖公會康納教區（英語：Diocese of Connor）是聖公會愛爾蘭教會阿馬教省下面的一個教區，位於愛爾蘭東北部，包括安特里姆郡、貝爾法斯特西部，以及倫敦德里郡的一部分。
教區在1944年由脫離聖公會唐暨德羅莫爾教區而成，下分三個會吏長區。教區座堂是利斯本座堂，另外聖安妮大教堂與唐暨德羅莫爾教區共用。現任主教為阿倫．阿伯內西。